# Coleocentrus occidentalis
Coleocentrus occidentalis là một loài tò vò trong họ Ichneumonidae.